# Conversion au judaïsme

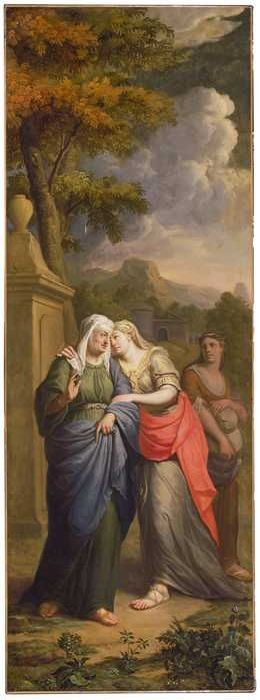
Naomi, Ruth et la Moabite Orpa, par Elias van Nijmegen (1731), musée de Rotterdam.

La conversion au judaïsme représente l'adoption des rites et des croyances juives, et l'abandon de ses propres usages religieux. Elle implique aussi, au-delà de la religion, le fait de se considérer comme partie intégrante du peuple juif.
Historiquement, la conversion signifiait l'accueil de l'« étranger vivant dans tes murs » et se limitait à l'adoption des signes particuliers aux Juifs, comme la circoncision pour les hommes ou le culte du Dieu Un et sans image. 
Avec l'apparition de religions monothéistes qui comportent des points communs avec les textes juifs, comme le christianisme ou l'islam, mais qui en diffèrent fortement, la conversion devient de nature plus religieuse. L'accent se déplace sur ces divergences avec le judaïsme, dont la question du Messie à venir, et de nombreuses pratiques  et coutumes comme la cacheroute. L'adhésion plus ou moins stricte à ces rites et croyances ne fait pas l'unanimité au sein de tous les courants du judaïsme, de sorte que les modalités de la conversion varient dans le temps
Dans le judaïsme, la conversion se dit guiyour en hébreu ; le converti est un guér ou guiyor ; pour le différencier de l'étranger, on le nomme guér tséddéq (guérim au pluriel) ; au féminin guiyoréte et guiyorote au féminin pluriel. On dit léitgayér à l'infinitif. Le mot guér vient de la racine gour qui veut dire « habiter ». Et le guér est, au sens restreint, celui qui vient habiter sur une terre étrangère (voir Shemot 23, 9 et Rachi sur 22, 20). Les termes gery et gerami sont employés en russe pour les subbotniks, une frange de chrétiens sabbatariens ayant finalement adopté tous les aspects du judaïsme.

## Historique
La Bible a très tôt défini les Israélites en tant que « peuple ou enfants d'Israël », et ce dès le Deutéronome, livre que la majorité de la critique bibliste pense avoir été le premier mis en forme, vers la fin du VIIe siècle av. J.-C. Les références y désignent un groupe endogame (ne se mariant pas avec des membres d'autres peuples) : « Tu ne contracteras point de mariage avec ces peuples, tu ne donneras point tes filles à leurs fils, et tu ne prendras point leurs filles pour tes fils », ayant une relation directe avec Dieu « Pardonne, ô Éternel ! à ton peuple d’Israël, que tu as racheté », et occupant un territoire, Eretz Israel, « le pays dont l’Éternel, ton Dieu, te donne la possession ».
Bien que la Bible indique « Tu ne contracteras point de mariage avec ces peuples », la question de l'interprétation de ce commandement a été posée assez tôt. Le mariage contracté avec des non-Juifs a été généralement rejeté, mais l'entrée dans la communauté de non-Juifs convertis a fait l'objet de positions diverses.
Selon la Bible, les conversions sont anciennes, puisqu'elle évoque la conversion de la Moabite Ruth, ancêtre du roi David ainsi que celle des Jébuséens sous son règne. Le Livre de Judith raconte la conversion de l'Ammonite Achior. Le Midrash affirme aussi que Jethro aurait été le premier prosélyte juif. 
Dans l'Antiquité, le judaïsme était éclaté en un grand nombre de sectes, chaque secte ayant sa vision de l'attitude à adopter à l'égard des conversions. C'est ainsi que certains groupes, comme les Sadducéens, étaient opposés aux conversions, quand les Pharisiens les acceptaient dans une certaine mesure. Les Juifs d'éléphantine (Égypte) pratiquaient régulièrement des mariages mixtes, et leur attitude vis-à-vis de la conversion devait donc être assez souple.
Vers 100 avant l'ère commune, les conquérants Hasmonéens convertirent la tribu iduméenne des Hérode.
Les estimations selon lesquelles 10 % de la population de l'empire romain était juive (surtout dans la partie orientale de l'empire) ne peuvent s'expliquer sans conversions et à cette époque, celles-ci semblent effectivement assez nombreuses. Ainsi l'historien romain Dion Cassius indique à propos des Juifs que « d'autres hommes [...] ont adopté les institutions de ce peuple, quoiqu'ils lui soient étrangers. Il y a des Juifs même parmi les Romains : souvent arrêtés dans leur développement, ils se sont néanmoins accrus au point qu'ils ont obtenu la liberté de vivre d'après leurs lois ».

### Conversion du diacre Bodo
En 839, le diacre Bodo, ancien membre de la cour de Louis le Pieux, se serait fait pousser la barbe après une spectaculaire conversion au judaïsme pour devenir le juif Eléazar. Les récits chrétiens de sa conversion insistent sur le fait que le passage de l'homme d'Eglise du christianisme au judaïsme supposait qu'il se fît pousser les cheveux de sa tonsure et la barbe, et se fasse circoncire (sicque circumcisus capillisque ac barba crescentibus) ; ils le décrivent « comme le juif accompli par sa foi et son costume barbu, marié (barbatus et conjugatus) et fréquentant quotidiennement la synagogue de Satan ». Il devient prosélyte à Saragosse.

### Conversion de masse

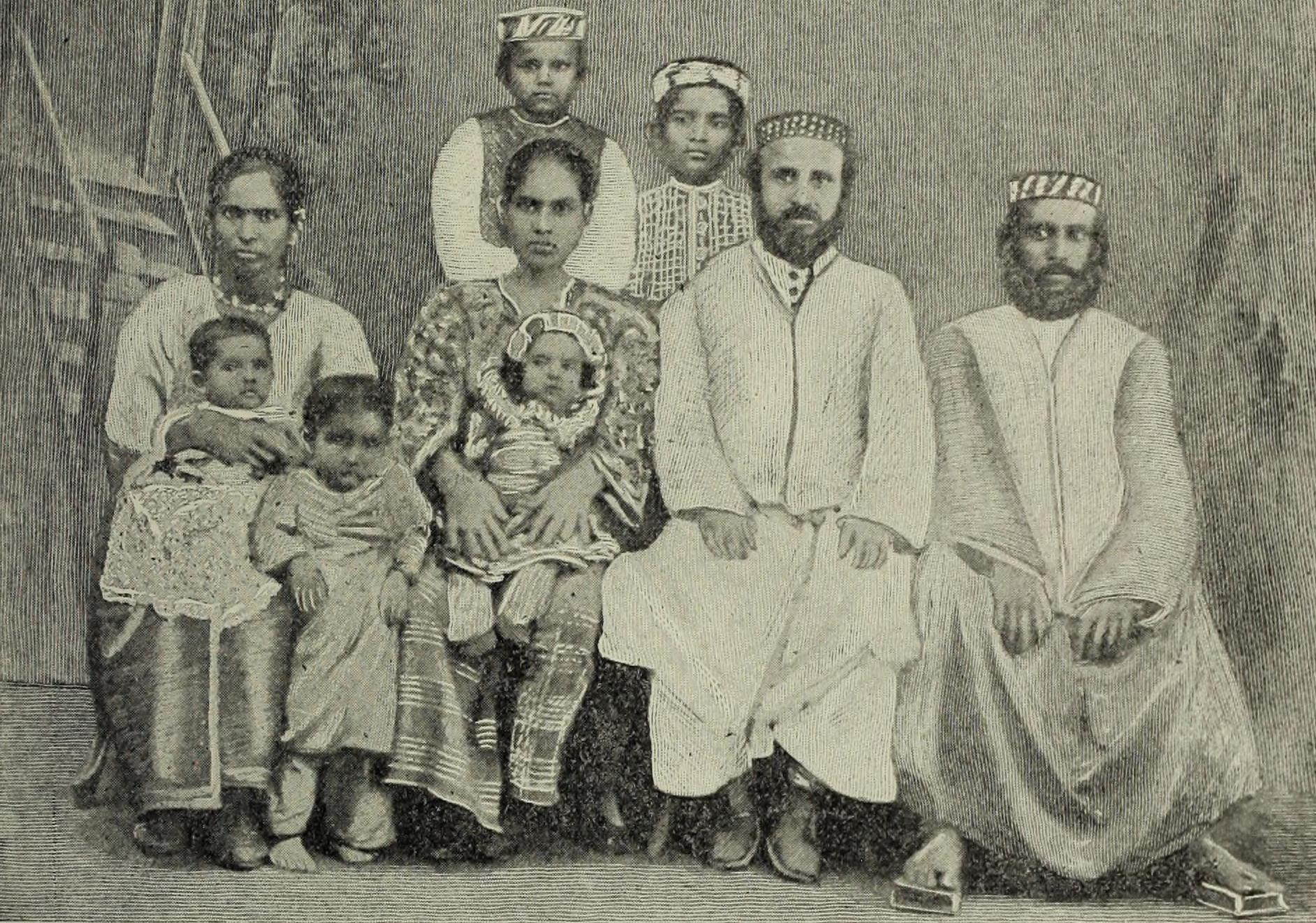
Des Juifs des Indes (Cochin), vers 1900.

Des conversions importantes sont rapportées jusqu'au Moyen Âge, sans qu'on en ait des preuves certaines ni d'évaluations chiffrées. Ainsi :
- conversion de tribus ou de clans ouralo-altaïques comme les Khazars au sud de l'actuelle Russie ;
- après la fin de l'Empire romain, conversion de Francs ripuaires et de Suèves (Souabe)[réf. nécessaire] ;
- conversion de Berbères (Djeraouas de l'Aurès et Nefoussas de Tripolitaine) ;
- conversion d'Éthiopiens (Beta Israel).

Au XXe siècle :
- Communauté Bnei Menashe, d'ethnie Mizo, dans le nord-est de l'Inde, dont une partie a émigré en Israël ;
- Juifs de San Nicandro (Italie), auto-convertis avant la guerre, convertis officiellement après la Seconde Guerre mondiale et qui ont émigré ensuite en Israël ;
- Subbotniks de l'empire russe, dont beaucoup ont émigré en Israël à l'époque soviétique et depuis.

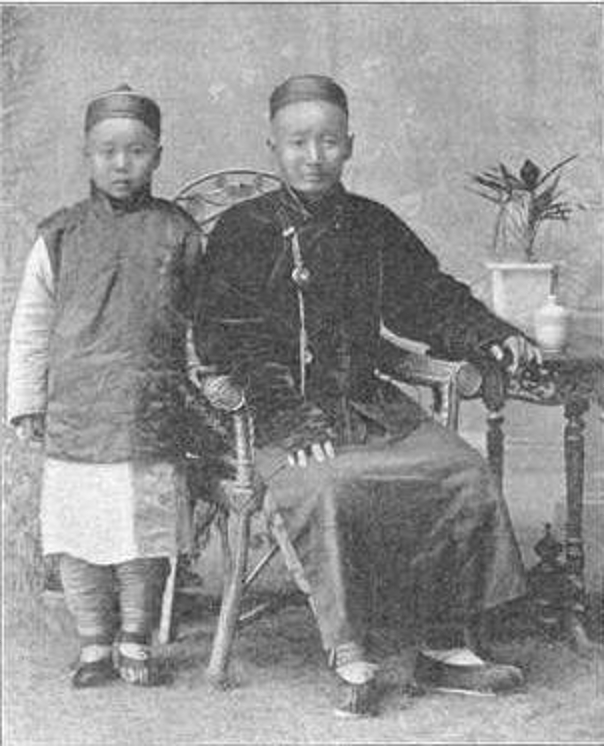
Juifs de Chine, vers le début du XXe siècle.

À ces groupes se sont ajoutés des groupes auto-convertis à des versions plus ou moins orthodoxes du judaïsme, et généralement non reconnus comme Juifs par les communautés juives traditionnelles :
- Juifs télougou du sud de l'Inde (quelques dizaines) ;
- Hébreux noirs, aux États-Unis et en Israël (quelques milliers) ;
- Juifs Igbo au Nigéria (environ 20 000) ;
- Communauté Abayudaya en Ouganda (environ 800) ;
- Communauté House of Israël au Ghana (environ 600) ;
- Juifs quechuas du Pérou (quelques dizaines).

Les États chrétiens, puis musulmans, contrairement aux États précédents, firent de la conversion à une autre religion un crime (l'apostasie), rendant en pratique quasiment impossible toute conversion au judaïsme. Celles-ci se prolongèrent cependant en dehors de ces deux aires culturelles, comme le montre l'apparence physique des anciens Juifs de Chine ou des Juifs des Indes.

## Pratique

### Processus
Le judaïsme orthodoxe, tel qu'il s'est structuré autour du Talmud, a codifié le processus de conversion. 
Les motifs de l'impétrant doivent être testés afin de refuser les candidats qui souhaitent se convertir par intérêt. 
Le candidat doit prouver sa connaissance de la Torah et s'engager à pratiquer toutes les Mitzvot devant un Beth Din. 
Après acceptation, le candidat doit être soumis à la Brit milah puis se tremper au Mikvé en présence du tribunal. Il prend alors un nom juif et sera ensuite désigné par ce nom suivi de la mention Ben Avraham Avinou (« fils de notre patriarche Abraham ») dans le rituel. 
De nos jours, le candidat à la conversion doit suivre un programme d'étude du judaïsme et s'intégrer à une synagogue. Le processus prend d'une à plusieurs années en fonction de la « qualité » du candidat et de l'exigence du ou des rabbins qui animent la conversion.
Le converti possède alors exactement les mêmes devoirs et droits qu'un Juif de naissance, sauf l'interdiction pour une convertie d'épouser un Cohen. La Halakha interdit formellement la discrimination des convertis.
Le judaïsme réformé a fortement assoupli les exigences en matière de conversion, et celles-ci ne sont donc pas reconnues par les orthodoxes. Elles le sont cependant par l'État d'Israël.

### En Israël
Israël autorise deux types de conversions, ayant entraîné de nombreux conflits religieux et politiques.
Les conversions pratiquées à l'étranger sont reconnues comme valables au titre de la loi du retour, quel que soit le rabbin qui les a pratiquées, que celui-ci soit un libéral ou un orthodoxe. Les orthodoxes demandent d'ailleurs depuis longtemps à avoir le monopole des conversions, et ne reconnaissent pas celles des libéraux. Les partis ultra-orthodoxes ont ainsi régulièrement demandé une modification de la loi du retour interdisant de reconnaître comme juifs les personnes converties par des libéraux, une exigence qui a toujours été refusée par l'État, lequel ne veut pas se couper du puissant judaïsme américain, à dominante libérale.
Les conversions pratiquées en Israël sont par contre le monopole des tribunaux religieux du grand rabbinat israélien (orthodoxe), lequel a la réputation, même dans les milieux orthodoxes, d'être d'une extrême sévérité. Le journal Haaretz parle ainsi « d'une perception de longue date que l'establishment rabbinique est l'esclave de la tradition ultra-orthodoxe rendant la conversion difficile [...]. Les conversions elles-mêmes restent dans les mains de tribunaux [religieux] spéciaux, dont les juges sont nommés par le Rabbinat, lequel fixe également les conditions pour la conversion. La plupart des juges sont sous l'influence de l'ultra-orthodoxe Conseil des Sages de la Torah, qui s'oppose aux conversions à grande échelle, et exige que les convertis, ainsi que leurs enfants et leurs familles, adoptent un style de vie religieux ».
Depuis les années 2000, les tribunaux religieux du rabbinat israélien ont même refusé de reconnaître les conversions pratiquées à l'étranger par certaines organisations orthodoxes, considérées comme trop souples. C'est le cas du « Rabbinical Council of America (RCA) (la plus grande organisation de rabbins orthodoxes en Amérique du Nord). [...] Ces dernières années, [...] les conseils locaux ont refusé de reconnaître les conversions du RCA, et ont refusé de permettre à ces convertis de se marier en Israël. Cette nouvelle politique a été dictée par [le grand rabbin séfarade Shlomo Amar, qui a également fourni aux conseils une liste limitée de rabbins américains qui étaient les seuls autorisés à effectuer les conversions acceptables ». Le RCA a finalement cédé. En octobre 2007, « l'accord conclu entre le RCA et Amar donne au grand rabbinat israélien le contrôle concret sur le processus de conversion aux États-Unis ». Cet accord ne concerne cependant que le RCA, et pas les autres groupes orthodoxes américains, a fortiori les organisations de réformés. Et l'État d'Israël lui-même ne reprend pas à son compte ces visions très strictes des conversions.
Le problème pour les convertis (orthodoxes ou réformés) acceptés par l'État et refusés par le rabbinat est surtout celui du statut personnel : difficulté pour se marier en Israël, refus d'enterrement dans les cimetières religieux, etc.
Cette perception de la sévérité du rabbinat a mené à des contestations politiques ou religieuses en Israël même. 
Sur le plan politique, le gouvernement a régulièrement fait pression, sans grand succès, pour assouplir la position du rabbinat. En effet, « Plus de 300 000 immigrés de l'ex-Union soviétique [...] ne sont pas juifs selon la halakha », même s'ils sont au moins partiellement d'origine juive. Beaucoup veulent se convertir, et leur position est soutenue par le gouvernement, mais freinée par l'opposition très stricte du rabbinat. Le problème concerne aussi les Falash mura, groupe d'Éthiopiens d'origine partiellement ou totalement juive, dont beaucoup vivent en Israël.
Beaucoup de partis sionistes israéliens craignent à terme l'effritement de la majorité juive, et la constitution d'une importante population partiellement juive mais rejetée par le rabbinat, potentiellement en rupture avec l'État. « En dépit de plusieurs décisions du Cabinet appelant à l'établissement d'un processus rapide de conversion pour accélérer l'intégration dans la société israélienne d'immigrés non-juifs, seules 2 000 personnes sont converties chaque année en moyenne [...]. Environ 40 % des immigrés non juifs manifestaient de l'intérêt avant qu'ils aient immigré, alors que, après une période d'un an en Israël, le nombre a chuté à moins de 20 % ». Et moins encore sont effectivement convertis, après un processus pouvant prendre d'une à plusieurs années.
Sur le plan religieux, certains rabbins orthodoxes, en particulier du courant sioniste religieux, envisagent donc d'établir des instances de conversions alternatives, plus souples, une option nécessitant cependant une reconnaissance gouvernementale.
Alors que les sionistes religieux sont historiquement très liés au grand rabbinat israéliens, ils s'en sont éloignés au cours des années 1990, au fur et à mesure du rapprochement du grand rabbinat avec les haredim. La création d'instances autonomes de conversion « représenterait une autre étape dans l'éloignement des rabbins sionistes religieux vis-à-vis du Rabbinat, qui feraient suite aux luttes des derniers mois sur le mariage, la cacheroute et la shmita ».

## Livres sur la conversion au judaïsme
En français, plusieurs ouvrages traitent de la conversion au judaïsme. Le plus récent et complet reprend tout le programme de conversion, c'est-à-dire l’ensemble des connaissances théoriques (Halakha) et questions posées pour la conversion au Consistoire central israélite de France. Il est préfacé par le Grand-rabbin de France Haïm Korsia et par le Grand-rabbin Philippe-Shlomo Assous responsable des conversions. La référence du livre est: Fabrice Lorin, Sur le chemin du judaïsme, conversion au judaïsme, Editions Transmettre, 2023. Ensuite certains traitent de l'aspect sociologique (Liliane Ackermann, Essai sur la conversion, L'Arche du Livre 2006 ; Sébastien Tank-Storper, Juifs d'élection, se convertir au judaïsme, CNRS éditions, Paris 2007) alors que d'autres adoptent un aspect davantage religieux (Binyamin Krief, Conversion, intégration, judéité, l'Arche du Livre 1999 ; Haïm Harboun, Meïr Malka, Sous les ailes de la providence, éditions massoreth). L'ouvrage le plus complet, car traitant des différents aspects de la conversion, aussi bien sur le plan de la pensée juive que de la pratique pour la personne en conversion et celle déjà convertie, est un livre écrit en 2015 aux éditions Lichma : Yona Ghertman, Une identité juive en devenir, la conversion au judaïsme. Un second tome de cet ouvrage est paru en Avril 2021 : Yona Ghertman, La conversion au judaïsme, une identité en devenir (édition Lichma). Plusieurs sujets y sont approfondis, permettant ainsi au lecteur ayant lu les deux tomes d'avoir une connaissance très précise des tenants et aboutissants de la conversion. 
On lira aussi avec intérêt le livre du  [Grand-Rabbin Jacques Ouaknin] intitulé "De Génération en génération, être juif", édition Bibliophane- Daniel Radford, qui consacre des chapitres importants sur cette question et qui est conseillé dans la Bibliographie sur la conversion par le Consistoire israélite de France.
- (en) Lawrence Epstein, La théorie et la pratique d’accueillir les convertis au judaïsme[11]

## Dans la fiction
Des œuvres de fiction traitent de la conversion au judaïsme. C'est notamment le cas du film Le Tango des Rashevski (2003), dans lequel un personnage interprété par Hippolyte Girardot, amoureux d'une Juive, rencontre un rabbin libéral pour se renseigner sur cette conversion. 
Dans la série télévisée Sex and the City (derniers épisodes, de 2004), une des quatre héroïnes, Charlotte York, incarnation de la WASP, veut se marier avec un Juif qui a promis à sa mère sur son lit de mort qu'il épouserait une Juive. Pour cela, elle se convertit, non sans quelques péripéties. 
Le film français Dieu est grand, je suis toute petite traite également le sujet sur le mode humoristique.